# Anilú Elías
Anilú Elías (nascida em 1937) é uma jornalista, publicitária, teórica, professora e ativista feminista da Cidade do México, que tem estado na linha de frente da luta pelos direitos reprodutivos das mulheres mexicanas. Seus trabalhos escritos se concentram em estudos de gênero sob uma perspectiva feminista e avaliam o impacto do patriarcado sobre as mulheres e suas ligações com a violência sexual. Ela é professora no El Colegio de México e publicitária na Dirección Creativa, gerenciando publicidades nos Estados Unidos e no México.
Em 1972, ela cofundou o Movimento Nacional das Mulheres, para defender o direito da mulher de tomar suas próprias decisões reprodutivas. Ao longo da década de 1970 ela e outras pessoas lideraram marchas em apoio ao aborto como uma escolha. Em 1976, ela junto com Esperanza Brito de Martí e Carmela Barajas, organizou a Primeira Conferência Nacional sobre Aborto para defender o aborto gratuito para todas as mulheres.
O presidente Luis Echeverría, pressionado pelos ativistas, convocou o Grupo Interdisciplinar para o Estudo do Aborto, que incluía diversos  profissionais, líderes religiosos e cientistas para estudar a questão. Foi preparado um relatório com as suas conclusões, o qual apoiava a descriminalização dos abortos voluntários e inclusão dos serviços de aborto no programa de saúde do governo. Congresso não aprovou nem implementou as recomendações. O relatório também destacou a necessidade de educação sexual já no ensino fundamental; informações sobre contracepção a partir do ensino médio; acesso à contracepção; rejeição da esterilização forçada; e a rejeição do aborto como um sistema de controle populacional. Ativistas apoiaram fortemente a implementação de todas as conclusões.
No início até meados da década de 1990 Elías e outras feministas, incluindo Manú Dornbierer, Esperanza Brito de Martí e Marta Lamas, trabalharam para a aprovação de leis contra a violência doméstica e a criminalização do estupro marital.
Em novembro de 1996, o Código Penal da Cidade do México foi modificado para definir a violência doméstica e o estupro marital como crimes, permitir a violência como motivo para divórcio e declarar que todos os membros da família tinham o direito de viver livres da violência. Isso foi uma vitória para os apoiadores, embora não tenha alterado efetivamente os códigos penais estaduais.

## Trabalhos selecionados
- Elías, Anilú; Moreno, Hortensia; David, Henry Philip (1991). Hijos no deseados (em espanhol). México: EDAMEX. ISBN 978-9-684-09614-1
- Elías, Anilú; Dosal, Herminia (1997). 150 años de costumbres, modas y Liverpool (em espanhol). México: El Puerto de Liverpool. ISBN 978-9-686-28599-4
- Elías, Anilú (2011). La rebelión de las mansas (em espanhol). México: O. A. Colmenares y Vargas. ISBN 978-6-079-13913-1